# Parè
Pour les articles homonymes, voir Pare.
Parè est une commune italienne de la province de Côme, dans la région Lombardie.

## Histoire
De 1808 à 1816 les communes de Parè, Drezzo et Montano ont été supprimés et jointes à Gironico. Cette union a duré jusqu'à 1816 quand a été rétablie la situation antérieure.
De 1928 à 1956, les communes de Parè, Drezzo et Cavallasca ont été unies en une seule commune, appelée Lieto Colle.
Parè est la ville natale de Giuseppe Leoni (né en 1778), qui est devenu célèbre comme "l'homme incombustible".

## Administration
| Période                                  | Période  | Identité         | Étiquette | Qualité |
| ---------------------------------------- | -------- | ---------------- | --------- | ------- |
| 2004                                     | En cours | Achille Arrigoni |           |         |
| Les données manquantes sont à compléter. |          |                  |           |         |

### Communes limitrophes
Cavallasca, Drezzo, Faloppio, Gironico, Olgiate Comasco, Chiasso (Suisse)